# Saint-Jean-de-la-Motte
Saint-Jean-de-la-Motte là một xã trong tỉnh Sarthe ở tây bắc nước Pháp. Xã này nằm ở khu vực có độ cao từ 40-109 mét trên mực nước biển.